# Деніс Лірі
Деніс Колін Лірі (англ. Denis Colin Leary; 18 серпня 1957, Вустер) — американський актор, комік, режисер, продюсер, сценарист та композитор.

## Біографія
Деніс Лірі народився 18 серпня 1957 року в Вустері (Массачусетс) є сином католицьких ірландських іммігрантів. Мати, Нора, була покоївкою, а його покійний тато, Джон Лірі, автомеханіком. Так як і його батьки із Кілларні, графство Керрі, Ірландія, Лірі має як ірландське, так і американське громадянство. Лірі є коміком, а також двоюрідним братом Конана О'Браєна, ведучого шоу Пізня ніч з Конаном О'Браєном, і жартома говорить, що «всі ірландці пов'язані між собою». Ліри закінчив середню школу Saint Peter-Marian, в Вустері.
Лірі — випускник Еммерсонівського коледжу в Бостоні, де з ним вчилися інші відомі люди: Маріо Кантоне, який лишається його близьким другом, комік Стівен Райт і актриса Джина Гершон, яка також вчилася в цьому коледжі в той же час, як Лірі. В школі, він і Джоді Хаффнер були співзасновниками комедійного семінару Еммерсонівського коледжу, трупи, яка продовжує працювати на території навчального закладу і по цей день. Після закінчення Еммерсонівського коледжу в 1979 році, успішний і дуже старанний студент отримав пропозицію лишитися і викладати, яку він прийняв, і наступні п'ять років пропрацював викладачем англійської літератури. В 2005 році Денісу Лірі було присвоєно звання Почесного Професора Еммерсонівського коледжу. Він, таким чином, був записаний як Лікар Деніс Лірі на обкладинці його книги.